# Xã Deer Creek, Quận Bates, Missouri
Xã Deer Creek (tiếng Anh: Deer Creek Township) là một xã thuộc quận Bates, tiểu bang Missouri, Hoa Kỳ. Năm 2010, dân số của xã này là 2.349 người.